# Kaberla oja
Kaberla oja är ett vattendrag i Estland. Det ligger i Harjumaa, i den centrala delen av landet, 30 km öster om huvudstaden Tallinn. Ån mynnar i bukten Kolga laht på Estlands nordkust mot Finska viken.